# Анатомія людини

Вітрувіанська людина — робота Леонардо да Вінчі — символ правильної пропорційної будови людини

"Анатомія" (з грецької. ανά, aná — верх і τομή, tomé — розтинати) — наука, що вивчає будову та форму людського тіла, розділ анатомії.
Анатомія людини вивчає зовнішні форми і співвідношення тіла людини і його частин, окремі органи, їхню мікроскопічну та макроскопічну будову.
Нормальна, або систематична анатомія людини вивчає будову «нормальної», тобто здорової людини, причому систематично, тобто з розбиттям на системи органів, а потім на органи, відділи органів та тканини.
Анатомія людини має клінічні підрозділи:
Патологічна анатомія (патоморфологія) вивчає вражені хворобою органи та тканини.
Топографічна (хірургічна) анатомія вивчає будову тіла ділянками, з урахуванням положення органів та їхніх розташувань відносно одне одного та відносно скелету людини.

## Історичний розвиток анатомії людини як науки

### Знання про анатомію у Стародавньому світі
Перші згадки про будову людського тіла зустрічаються в Стародавньому Єгипті. У XIX столітті до н. е. єгипетський лікар Імхотеп описав деякі органи та їх функції, зокрема головний мозок, діяльність серця, поширення крові судинами. У старокитайській книзі «Нейцзин» (XI—VII ст. до н. е.) згадуються серце, печінка, легені та інші органи тіла людини. В індійській книзі «Аюрведа» («Знання життя», IX ст. до н. е.) міститься великий обсяг анатомічних даних про м'язи, нерви, типи статури і темпераменту, головного та спинного мозку.
Великий вплив на розвиток анатомії людини зробили вчені Стародавньої Греції. Першим грецьким анатомом вважають лікаря і філософа Алкмеона Кротонського, що володів чудовою технікою препарування. Видатними представниками грецької медицини та анатомії були Гіппократ, Аристотель, Герофіл. Гіппократ (460—377 до н. е.) вчив, що основу будови організму складають чотири соки: кров (робить людину рухливою й веселою), мокротиння (робить людину спокійною й повільною), жовч (робить людину імпульсивною, «гарячою») і чорна жовч (робить людину сумною й боязкою). Від переважання одного з цих соків залежать і види темпераменту людини: сангвінік, флегматик, холерик і меланхолік.
Виходячи з такого подання про організми, Гіппократ дивився і на хвороби, як на результат неправильного змішання рідин, внаслідок чого ввів в практику лікування, низку цікавих технологій навчання (прослухування, простукування). Так виникла «гуморальна» (humor — рідина) теорія будови організму. Гіппократ велике значення надавав вивченню анатомії, вважаючи її першоосновою медицини. За Платоном (427—347 рр. до н. е.), організм людини управлявся трьома видами «пневми», вміщених в трьох найголовніших органах тіла — мозку, серці і печінці. Учень Платона Аристотель (384—323 рр. до н. е.) зробив першу спробу порівняння тіла тварин і вивчення зародка і став зачинателем порівняльної анатомії і ембріології.
Не менший внесок внесли до вивчення анатомії людини давньоримські вчені. Їх заслугою слід вважати створення латинської анатомічної термінології. Найяскравішими представниками римської медицини були Цельс і Гален. Гален вважав, що людське тіло складається зі щільних і рідких частин і досліджував організм шляхом спостереження за хворими і розтину трупів. Він одним з перших застосував вівісекцію (від лат. vivus — живий і sectio — розтин), виконання операцій на живій тварині для вивчення функцій організму, дії ліків, речовин, розробки методів хірургічного лікування і став основоположником експериментальної медицини. Його основні праці з анатомії: «Анатомічні дослідження», «Про призначення частин людського тіла». Цельс у власних працях з медицини зібрав найвірогідніші (на той час) знання з гігієни, дієти, терапії, хірургії і патології. Заклав основу медичної термінології. Ввів у хірургію лігатуру для перев'язки кровоносних судин.
Найвідоміший перський лікар Авіценна (980—1037 рр.) написав «Канон лікарської науки» (близько 1000 року), що містить значні анатомо-фізіологічні дані, запозичені у Гіппократа, Аристотеля й Галена, до яких Авіценна додав власні уявлення про те, що організм людини керується не трьома органами, як стверджував Платон, а чотирма: серцем, мозком, печінкою і яєчком.

### Новий час
Протягом XVII—XVIII ст. з'являються не тільки нові відкриття в області анатомії, але і починає виділятися ряд нових дисциплін: гістологія, ембріологія, порівняльна і топографічна анатомія. Після відкриття Гарвея ще залишалося незрозумілим, як кров переходить з артерій у вени, але Гарвей передбачив існування між ними непомітних анастомозів, що і було підтверджено пізніше Марчелло Мальпігі (1628—1694), коли був винайдений мікроскоп. Мальпігі зробив багато відкриттів в області мікроскопічної будови шкіри, селезінки, нирок і ряду інших органів. Мальпігі відкрив передбачені Гарвеєм капіляри, але він вважав, що кров з артеріальних капілярів потрапляє спочатку в «проміжні простори» і лише потім в капіляри венозні. Тільки Шумлянський (1748—1795), вивчив будову нирок, довів відсутність проміжних просторів" і наявність прямого зв'язку між артеріальними і венозними капілярами. Таким чином, Шумлянський вперше довів, що кровоносна система замкнута.
Член Санкт-Петербурзької Академії наук Каспар Вольф (1734—1794) довів, що в процесі ембріогенезу, органи виникають і розвиваються заново. Тому на противагу теорії преформізму, згідно з якою всі органи існують в зменшеному вигляді в статевий клітці, він висунув теорію епігенезу.
Французький природодослідник Жан Батист Ламарк (1744—1829) у власному творі «Філософія зоології» (1809) одним з перших висловив ідею еволюції організму під впливом навколишнього середовища. Продовжувач ембріологічних досліджень Вольфа російський академік Карл Эрнст фон Бер (1792—1876) відкрив яйцеклітину ссавців і людини, встановив головні закони індивідуального розвитку організмів (онтогенезу), які лежать в основі сучасної ембріології, і створив вчення про зародкові листки. Англійський вчений Чарльз Дарвін (1809—1882) у власному творі «Походження видів» (1859) довів єдність тваринного світу.
Ембріологічні дослідження Ковалевського, а також Бера, Мюллера, Дарвіна і Геккеля знайшли своє вираження в біогенетичному законі. Останній був поглиблений і виправлений Северцовим, який довів вплив факторів довкілля на будову тіла тварин і, застосувавши еволюційне вчення до анатомії, став творцем еволюційної морфології.

## Види
- Порівняльна анатомія
- Вікова анатомія:
  - ембріологія (грец. émbrion — зародок)
  - геронтологія
- Пластична анатомія
- Мікроскопічна анатомія: гістологія (грец. hýstos — тканина), цитологія
- Топографічна (хірургічна) анатомія
- Нормальна анатомія людини
- Патологічна анатомія людини[1]

### Нормальна анатомія людини

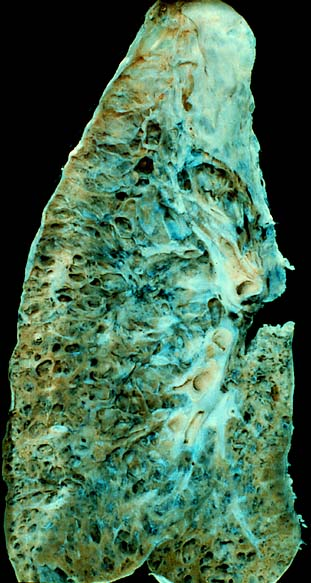
Патологоанатомічна картина «сотової легені» як завершення інтерстиціального захворювання легеневої тканини

Нормальна (систематична) анатомія людини — розділ анатомії людини, що вивчає будову «нормальної», тобто здорової людини по системах органів, органах і тканинах. Орган — частина тіла певної форми та будови, що має окреме місце розташування в організмі та виконує певну функцію (функції). Кожен орган утворений певними тканинами, що мають характерний клітинний склад. Органи, об'єднані анатомічно і функціонально, що мають спільне походження і спільний план будови, утворюють систему органів.
Розділами нормальної (систематичної) анатомії людини є: остеологія — вчення про кістки, синдесмологія — вчення про сполучення частин скелету, міологія — вчення про м'язи, спланхнологія — вчення про внутрішні органи травної, дихальної та сечостатевої систем, ангіологія — вчення про кровоносну й лімфатичну системи, анатомія нервової системи (неврологія) — вчення про центральну й периферичну нервові системи, естезіологія — вчення про органи чуттів.

### Патологічна анатомія людини
Патологічна анатомія — науково-прикладна дисципліна, що вивчає патологічні процеси і хвороби за допомогою наукового, головним чином мікроскопічного дослідження змін, які виникають у клітинах і тканинах організму, органах і системах органів. Засновником сучасної патанатомії вважають Рудольфа Вірхова — німецького дослідника, котрий створив вчення про целюлярну (клітинну) патологію. Крім сутності мікроскопічних змін у тканинах, сучасна патологічна анатомія вивчає: причини (етіологію), механізми розвитку (патогенез), а також ускладнення та наслідки захворювань. Вона також досліджує причини та механізми смерті (танатогенез) при різних хворобах, мінливість захворювань (патоморфоз) і патологію, що виникає внаслідок лікування (ятрогенна патологія, ятрогенія).

## Спланхнологія
- Анатомія ротової порожнини, відділи. Зуби, язик.
- Піднебіння: тверде та м'яке. Слинні залози.
- Глотка, стравохід, анатомічна будова.
- Анатомія шлунка. Ділянки передньої черевної стінки.
- Анатомія тонкої та товстої кишки.
- Анатомія печінки. Жовчний міхур. Підшлункова залоза.
- Очеревина та топографія органів травної системи в черевній порожнині.
- Очеревина та топографія органів травної системи в черевній порожнині.
- Анатомія зовнішнього носа, носової порожнини.
- Анатомія гортані, м'язи гортані.
- Анатомія трахеї, головних бронхів, легені. Плевра. Середостіння.
- Анатомія органів сечової системи (нирки, сечоводи, сечовий міхур, сечівник).
- Анатомія чоловічих статевих органів.
- Анатомія жіночих статевих органів.
- М'язи та фасції промежини.
- Анатомія імунної системи. Будова центральних та периферійних органів.
- Анатомія органів ендокринної системи.

## Центральна нервова система і органи чуття
- Спинний мозок, його оболони, зовнішня та внутрішня будова. Формування спинномозкових нервів їх гілок.
- Відділи головного мозку. Топографія черепних нервів на основі мозку.
- Півкулі великого мозку. Борозни і звивини кори великих півкуль. Нюховий мозок. Локалізація функцій в корі півкуль.
- Внутрішня будова півкуль. Бічні шлуночки. Мозолисте тіло, склепіння і передня спайка. Базальні ядра і внутрішня капсула.
- Проміжний мозок і третій шлуночок.
- Середній мозок. Задній мозок. Довгастий мозок. Четвертий шлуночок.
- Ромбоподібна ямка. Топографія ядер черепних нервів.
- Оболони головного мозку.
- Вегетативна нервова система (АНС): загальний план будови, частини, центри. Парасимпатичний та симпатичний відділи вегетативної нервової системи.
- Провідні шляхи головного і спинного мозку.
- Орган зору. Будова очного яблука.
- Допоміжні органи ока. Зоровий нерв.
- Присінково-завитковий орган. Зовнішнє та середнє вухо.
- Внутрішнє вухо. Присінково-завитковий нерв.

## Судини і нерви голови та шиї
- Окоруховий, боковий та відвідний нерви(ІІІ, IV, VI).
- Трійчастий нерв (V пара ЧМН). Проміжно — лицевий нерв (VII пара ЧМН). Блукаючий нерв (Х пара ЧМН).
- Язикоглотковий, додатковий та під'язиковий нерви (ІХ, ХІ, ХІІ пари ЧМН).
- Аорта. Гілки дуги аорти. Загальна і зовнішня сонні артерії.
- Внутрішня сонна артерія. Гілки внутрішньої сонної артерії, ділянки кровопостачання.
- Підключична артерія: частини, їх топографія, гілки, зони кровопостачання.
- Вени голови та шиї. Системи внутрішньої, зовнішньої та передньої яремних вен.
- Протоки та стовбури. Анатомія лімфатичних вузлів та судин голови та шиї.
- Васкуляризація та іннервація органів голови та шиї.

### Відео
- Канал "АнатомУкр" на YouTube(укр.)